# Manuel Jiménez Jiménez
Manuel Jiménez Jiménez, più noto come Manolo Jiménez (Arahal, 26 gennaio 1964), è un allenatore di calcio, dirigente sportivo ed ex calciatore spagnolo, di ruolo difensore, tecnico dell'APOEL.

## Carriera

### Giocatore

#### Club
Ricopriva il ruolo di terzino, prevalentemente di fascia sinistra. Iniziò la sua esperienza al Siviglia Atlético agli inizi degli anni ottanta e, nel 1983, passò al Siviglia. Nel 1988 arrivò il debutto con la nazionale spagnola; in seguito parteciperà al campionato del mondo 1990. Con la maglia del Siviglia ha collezionato 354 presenze nella Primera División, 44 in Copa del Rey e 9 in Coppa UEFA nel corso delle sue 14 stagioni di militanza in questa squadra (dal campionato 1983-84 al campionato 1996-97). Detiene il record di presenze nella Liga con la maglia del Siviglia, con le sue 354 presenze. Con il Siviglia ha partecipato a due edizioni della Coppa UEFA, disputando 9 partite nella seconda competizione a livello continentale. Terminata dopo 14 stagioni la sua esperienza al Siviglia, decide di chiudere la sua carriera sportiva con la maglia del Real Jaén, con cui colleziona 9 presenze senza gol.

#### Nazionale
Con la nazionale di calcio spagnola ha disputato in totale 15 partite, due delle quali ad Italia '90.

### Allenatore

#### Siviglia
Una volta ritiratosi, dopo due anni di lontananza dal mondo del calcio, nel 2000 diventa allenatore del Siviglia Atlético, la squadra che lo aveva lanciato come calciatore, provvedendo a varie promozioni della squadra. Poi, dopo sette anni, il 27 ottobre 2007, approda sulla panchina del Siviglia, di cui l'Atlético è la squadra satellite, in sostituzione del dimissionario Juande Ramos. Termina il campionato al quinto posto e viene confermato dalla società anche per la stagione 2008-2009 in cui si qualifica direttamente alla Champions League arrivando al terzo posto in campionato, alle spalle del Barcellona e del Real Madrid. Viene esonerato nel corso della Liga 2009-2010 dopo un pareggio interno per 1-1 contro lo Xerez, ultima squadra in classifica. Allenati da Jiménez, gli andalusi non vincevano da sette partite ed erano stati eliminati dalla Champions League dai russi del CSKA Mosca. Il suo successore Antonio Álvarez Giráldez vince la Coppa del Re 2009-2010.

#### AEK Atene
L'8 ottobre 2010 si trasferisce in Grecia, per allenare l'AEK Atene. Firma un contratto biennale e prende il posto di Dušan Bajević che si era dimesso dopo una sconfitta per 3-1 rimediata in campionato contro l'Athlītikos Syllogos Olympiakos Volou 1937 il 26 settembre. Con la squadra della capitale greca nella stagione 2010-2011 arriva al terzo posto in campionato e vince il suo primo titolo da allenatore, battendo in finale di Coppa di Grecia l'Atromitos per 3-0. L'AEK non vinceva questo trofeo dal 2002.
A ottobre trova un accordo con la società greca e rescinde suo il contratto. Viene sostituito dall'ex calciatore Nikos Kōstenoglou.

#### Real Saragozza
Il 31 dicembre 2011 prende il posto del messicano Javier Aguirre sulla panchina del Real Saragozza, squadra della Primera División spagnola.

## Statistiche

### Giocatore

#### Cronologia presenze e reti in nazionale
| Cronologia completa delle presenze e delle reti in nazionale ― Spagna | Cronologia completa delle presenze e delle reti in nazionale ― Spagna | Cronologia completa delle presenze e delle reti in nazionale ― Spagna | Cronologia completa delle presenze e delle reti in nazionale ― Spagna | Cronologia completa delle presenze e delle reti in nazionale ― Spagna | Cronologia completa delle presenze e delle reti in nazionale ― Spagna | Cronologia completa delle presenze e delle reti in nazionale ― Spagna | Cronologia completa delle presenze e delle reti in nazionale ― Spagna |
| Data                                                                  | Città                                                                 | In casa                                                               | Risultato                                                             | Ospiti                                                                | Competizione                                                          | Reti                                                                  | Note                                                                  |
| --------------------------------------------------------------------- | --------------------------------------------------------------------- | --------------------------------------------------------------------- | --------------------------------------------------------------------- | --------------------------------------------------------------------- | --------------------------------------------------------------------- | --------------------------------------------------------------------- | --------------------------------------------------------------------- |
| 12-10-1988                                                            | Siviglia                                                              | Spagna                                                                | 1 – 1                                                                 | Argentina                                                             | Amichevole                                                            | -                                                                     | 46’                                                                   |
| 16-11-1988                                                            | Siviglia                                                              | Spagna                                                                | 2 – 0                                                                 | Irlanda                                                               | Qual. Mondiali 1990                                                   | -                                                                     |                                                                       |
| 21-12-1988                                                            | Siviglia                                                              | Spagna                                                                | 4 – 0                                                                 | Irlanda del Nord                                                      | Qual. Mondiali 1990                                                   | -                                                                     |                                                                       |
| 22-1-1989                                                             | Ta' Qali                                                              | Malta                                                                 | 0 – 2                                                                 | Spagna                                                                | Qual. Mondiali 1990                                                   | -                                                                     |                                                                       |
| 8-2-1989                                                              | Belfast                                                               | Irlanda del Nord                                                      | 0 – 2                                                                 | Spagna                                                                | Qual. Mondiali 1990                                                   | -                                                                     |                                                                       |
| 23-3-1989                                                             | Siviglia                                                              | Spagna                                                                | 4 – 0                                                                 | Malta                                                                 | Qual. Mondiali 1990                                                   | -                                                                     |                                                                       |
| 26-4-1989                                                             | Dublino                                                               | Irlanda                                                               | 1 – 0                                                                 | Spagna                                                                | Qual. Mondiali 1990                                                   | -                                                                     |                                                                       |
| 20-9-1989                                                             | La Coruña                                                             | Spagna                                                                | 1 – 0                                                                 | Polonia                                                               | Amichevole                                                            | -                                                                     |                                                                       |
| 11-10-1989                                                            | Budapest                                                              | Ungheria                                                              | 2 – 2                                                                 | Spagna                                                                | Qual. Mondiali 1990                                                   | -                                                                     |                                                                       |
| 15-11-1989                                                            | Siviglia                                                              | Spagna                                                                | 4 – 0                                                                 | Ungheria                                                              | Qual. Mondiali 1990                                                   | -                                                                     |                                                                       |
| 13-12-1989                                                            | Santa Cruz de Tenerife                                                | Spagna                                                                | 2 – 1                                                                 | Svizzera                                                              | Amichevole                                                            | -                                                                     | 47’                                                                   |
| 28-3-1990                                                             | Malaga                                                                | Spagna                                                                | 2 – 3                                                                 | Austria                                                               | Amichevole                                                            | -                                                                     |                                                                       |
| 26-5-1990                                                             | Lubiana                                                               | Jugoslavia                                                            | 0 – 1                                                                 | Spagna                                                                | Amichevole                                                            | -                                                                     |                                                                       |
| 13-6-1990                                                             | Udine                                                                 | Uruguay                                                               | 0 – 0                                                                 | Spagna                                                                | Mondiali 1990 - 1º turno                                              | -                                                                     | 23’                                                                   |
| 26-6-1990                                                             | Verona                                                                | Spagna                                                                | 1 – 2 dts                                                             | Jugoslavia                                                            | Mondiali 1990 - Ottavi di finale                                      | -                                                                     | 48’                                                                   |
| Totale                                                                |                                                                       | Presenze                                                              | 15                                                                    |                                                                       | Reti                                                                  | 0                                                                     |                                                                       |

### Allenatore

#### Club
Statistiche aggiornate al 20 ottobre 2018.
In grassetto le competizioni vinte
| Stagione              | Squadra               | Campionato            | Campionato | Campionato | Campionato | Campionato | Coppe nazionali | Coppe nazionali | Coppe nazionali | Coppe nazionali | Coppe nazionali | Coppe continentali | Coppe continentali | Coppe continentali | Coppe continentali | Coppe continentali | Altre coppe | Altre coppe | Altre coppe | Altre coppe | Altre coppe | Totale | Totale | Totale | Totale | % Vittorie | Piazzamento     |
| Stagione              | Squadra               | Comp                  | G          | V          | N          | P          | Comp            | G               | V               | N               | P               | Comp               | G                  | V                  | N                  | P                  | Comp        | G           | V           | N           | P           | G      | V      | N      | P      | %          | Piazzamento     |
| --------------------- | --------------------- | --------------------- | ---------- | ---------- | ---------- | ---------- | --------------- | --------------- | --------------- | --------------- | --------------- | ------------------ | ------------------ | ------------------ | ------------------ | ------------------ | ----------- | ----------- | ----------- | ----------- | ----------- | ------ | ------ | ------ | ------ | ---------- | --------------- |
| ott. 2007-2008        | Siviglia              | PD                    | 31         | 17         | 4          | 10         | CR              | 4               | 1               | 3               | 0               | UCL                | 5                  | 4                  | 0                  | 1                  | SS+SU       |             |             |             |             | 40     | 22     | 7      | 11     | 55,00      | Sub, 5°         |
| 2008-2009             | Siviglia              | PD                    | 38         | 21         | 7          | 10         | CR              | 8               | 5               | 0               | 3               | CU                 | 6                  | 4                  | 0                  | 2                  |             |             |             |             |             | 52     | 30     | 7      | 15     | 57,69      | 3°              |
| 2009-mar. 2010        | Siviglia              | PD                    | 28         | 13         | 6          | 9          | CR              | 8               | 5               | 0               | 3               | UCL                | 8                  | 4                  | 2                  | 2                  |             |             |             |             |             | 44     | 22     | 8      | 14     | 50,00      | Eson            |
| Totale Siviglia       | Totale Siviglia       | Totale Siviglia       | 97         | 51         | 17         | 29         |                 | 20              | 11              | 3               | 6               |                    | 19                 | 12                 | 2                  | 5                  |             |             |             |             |             | 136    | 74     | 22     | 40     | 54,41      |                 |
| ott. 2010-2011        | AEK Atene             | SLE                   | 25+6       | 13+2       | 4+1        | 8+3        | CG              | 7               | 5               | 1               | 1               | UEL                | 4                  | 1                  | 1                  | 2                  |             |             |             |             |             | 42     | 21     | 7      | 14     | 50,00      | Sub, 3°         |
| ago.-ott. 2011        | AEK Atene             | SLE                   | 4          | 3          | 0          | 1          | CG              |                 |                 |                 |                 | UEL                | 4                  | 1                  | 1                  | 2                  |             |             |             |             |             | 8      | 4      | 1      | 3      | 50,00      | Resc            |
| gen.-giu. 2012        | Real Saragozza        | PD                    | 22         | 10         | 3          | 9          | CR              | 4               | 1               | 3               | 0               |                    |                    |                    |                    |                    |             |             |             |             |             | 26     | 11     | 6      | 9      | 42,31      | Sub, 16°        |
| 2012-2013             | Real Saragozza        | PD                    | 38         | 9          | 7          | 22         | CR              | 6               | 3               | 1               | 2               |                    |                    |                    |                    |                    |             |             |             |             |             | 44     | 12     | 8      | 24     | 27,27      | 20° (ret)       |
| Totale Real Saragozza | Totale Real Saragozza | Totale Real Saragozza | 60         | 19         | 10         | 31         |                 | 10              | 4               | 4               | 2               |                    |                    |                    |                    |                    |             |             |             |             |             | 70     | 23     | 14     | 33     | 32,86      |                 |
| nov.2013-2014         | Al-Rayyan             | QSL                   | 19         | 5          | 7          | 7          | QSC+QC          | 3+3             | 2+2             | 0+1             | 1+0             | AFC                | 6                  | 1                  | 0                  | 5                  |             |             |             |             |             | 31     | 10     | 8      | 13     | 32,26      | Sub, 13° (ret.) |
| gen.-giu. 2017        | AEK Atene             | SLE                   | 14+6       | 9+4        | 4+0        | 1+2        | CG              | 7               | 4               | 1               | 2               | UEL                |                    |                    |                    |                    |             |             |             |             |             | 27     | 17     | 5      | 5      | 62,96      | Sub, 4°         |
| 2017-2018             | AEK Atene             | SLE                   | 30         | 21         | 7          | 2          | CG              | 10              | 7               | 1               | 2               | UCL+UEL            | 2+10               | 0+2                | 0+8                | 2+0                |             |             |             |             |             | 52     | 30     | 16     | 6      | 57,69      | 1°              |
| ago.-nov. 2018        | Las Palmas            | SD                    | 14         | 5          | 7          | 2          | CR              | 1               | 0               | 0               | 1               |                    |                    |                    |                    |                    |             |             |             |             |             | 15     | 5      | 7      | 3      | 33,33      | Eson            |
| feb.-mag. 2019        | AEK Atene             | SLE                   | 11         | 6          | 2          | 3          | CG              | 5               | 4               | 0               | 1               | UCL                | -                  | -                  | -                  | -                  | -           | -           | -           | -           | -           | 16     | 10     | 2      | 4      | 62,50      | Sub, 3°         |
| ott. 2019-2020        | Al-Wahda              | PL                    | 15         | 10         | 2          | 3          | PC+CdL          | 1+4             | 0+1             | 0+1             | 1+2             | ACL                | 2                  | 1                  | 1                  | 0                  | -           | -           | -           | -           | -           | 22     | 12     | 4      | 6      | 54,55      | 5°              |
| gen.-mag. 2021        | AEK Atene             | SLE                   | 14+10      | 7+3        | 3+3        | 4+4        | CG              | 6               | 2               | 0               | 4               | UEL                | -                  | -                  | -                  | -                  | -           | -           | -           | -           | -           | 30     | 12     | 6      | 12     | 40,00      | Sub, 4°         |
| Totale AEK Atene      | Totale AEK Atene      | Totale AEK Atene      | 120        | 68         | 24         | 28         |                 | 35              | 22              | 3               | 10              |                    | 20                 | 4                  | 10                 | 6                  |             |             |             |             |             | 175    | 94     | 37     | 44     | 53,71      |                 |
| ott. 2022-mar. 2023   | Al-Wahda              | PL                    | 12         | 7          | 3          | 2          | PC+CdL          | 1+4             | 0+2             | 0+2             | 1+0             | -                  | -                  | -                  | -                  | -                  | -           | -           | -           | -           | -           | 17     | 9      | 5      | 3      | 52,94      | Sub, Eson       |
| Totale Al-Wahda       | Totale Al-Wahda       | Totale Al-Wahda       | 27         | 17         | 5          | 5          |                 | 10              | 3               | 3               | 4               |                    | 2                  | 1                  | 1                  | 0                  |             | -           | -           | -           | -           | 39     | 21     | 9      | 9      | 53,85      |                 |
| 2024                  | Cerro Porteño         | DP                    | 24         | 15         | 4          | 5          | CP              | 1               | 0               | 1               | 0               | CL+CS              | 6+2                | 1+0                | 3+1                | 2+1                | -           | -           | -           | -           | -           | 33     | 16     | 9      | 8      | 48,48      | 2°              |
| ott. 2024-2025        | APOEL                 | AK                    | 17         | 8          | 6          | 3          | KK              | 2               | 1               | 0               | 1               | UECL               | 7                  | 3                  | 2                  | 2                  | -           | -           | -           | -           | -           | 26     | 12     | 8      | 6      | 46,15      | Sub             |
| Totale carriera       | Totale carriera       | Totale carriera       | 381        | 189        | 80         | 112        |                 | 82              | 44              | 15              | 23              |                    | 62                 | 22                 | 19                 | 21                 |             |             |             |             |             | 525    | 255    | 114    | 156    | 48,57      |                 |

## Palmarès

### Allenatore

#### Club

##### Competizioni nazionali
- Tercera División: 1

Siviglia Atlético: 2000-2001
- Segunda División B: 2

Siviglia Atlético: 2004-2005, 2006-2007
- Coppa di Grecia: 1

AEK Atene: 2010-2011
- Emir of Qatar Cup: 1

Al-Rayyan: 2013
- Campionato greco: 1

AEK Atene: 2017-2018
- Supercoppa di Cipro: 1

APOEL: 2024